# Ophiographa dilutaria
Ophiographa dilutaria är en fjärilsart som beskrevs av W. Warren 1903. Ophiographa dilutaria ingår i släktet Ophiographa och familjen mätare. Inga underarter finns listade i Catalogue of Life.